# Vlastimil Kročil
Vlastimil Kročil (ur. 10 maja 1961 w Brnie) – czeski duchowny rzymskokatolicki, biskup czeskobudziejowicki od 2015.

## Życiorys
Święcenia kapłańskie otrzymał 16 lipca 1994 i został inkardynowany do diecezji czeskobudziejowickiej. Pracował głównie jako wykładowca na wydziale teologicznym w Czeskich Budziejowicach. W latach 1996–1997 był także kapelanem w Jindřichův Hradec, a w kolejnych latach był administratorem parafii w Veselí nad Lužnicí.
19 marca 2015 papież Franciszek mianował go biskupem diecezjalnym diecezji Czeskie Budziejowice. Sakry udzielił mu 13 czerwca 2015 kardynał Dominik Duka.